# Тараща (Черкасская область)
Тараща (укр. Тараща) — село в Корсунь-Шевченковском районе Черкасской области Украины.
Население по переписи 2001 года составляло 351 человек. Почтовый индекс — 19443. Телефонный код — 4735.

## Местный совет
19443, Черкасская обл., Корсунь-Шевченковский р-н, с. Селище